# Alemanha na Guerra Civil Espanhola
O envolvimento alemão na Guerra Civil Espanhola começou com a eclosão da guerra em julho de 1936, com Adolf Hitler enviando imediatamente poderosas unidades aéreas e blindadas para ajudar o general Francisco Franco e suas forças nacionalistas. A União Soviética enviou forças menores, mas muitas armas modernas para ajudar o governo republicano, enquanto a Grã-Bretanha, a França e duas dúzias de outros países estabeleceram um embargo a qualquer munição ou soldados na Espanha. A Alemanha Nazista também assinou o embargo, mas simplesmente o ignorou.
A guerra proporcionou experiência de combate com tecnologia de ponta para os militares alemães. No entanto, a intervenção também apresentava o risco de se transformar em uma guerra mundial para a qual Hitler não estava preparado. Ele, portanto, limitou sua ajuda e, em vez disso, encorajou Mussolini a enviar grandes unidades fascistas italianas. Os nacionalistas de Franco foram vitoriosos; ele permaneceu oficialmente neutro na Segunda Guerra Mundial, mas ajudou o Eixo de várias maneiras de 1940 a 1945, até mesmo se oferecendo para entrar na guerra em 19 de junho de 1940 em troca de ajuda na construção do império colonial da Espanha. O episódio espanhol durou três anos e foi um prelúdio em menor escala para a guerra mundial que eclodiu em 1939.
O apoio nazista ao general Franco foi motivado por vários fatores, inclusive como uma distração da estratégia de Hitler para a Europa central e a criação de um estado espanhol amigo da Alemanha para ameaçar a França. Além disso, forneceu uma oportunidade para treinar homens e testar equipamentos e táticas.

## Operações militares

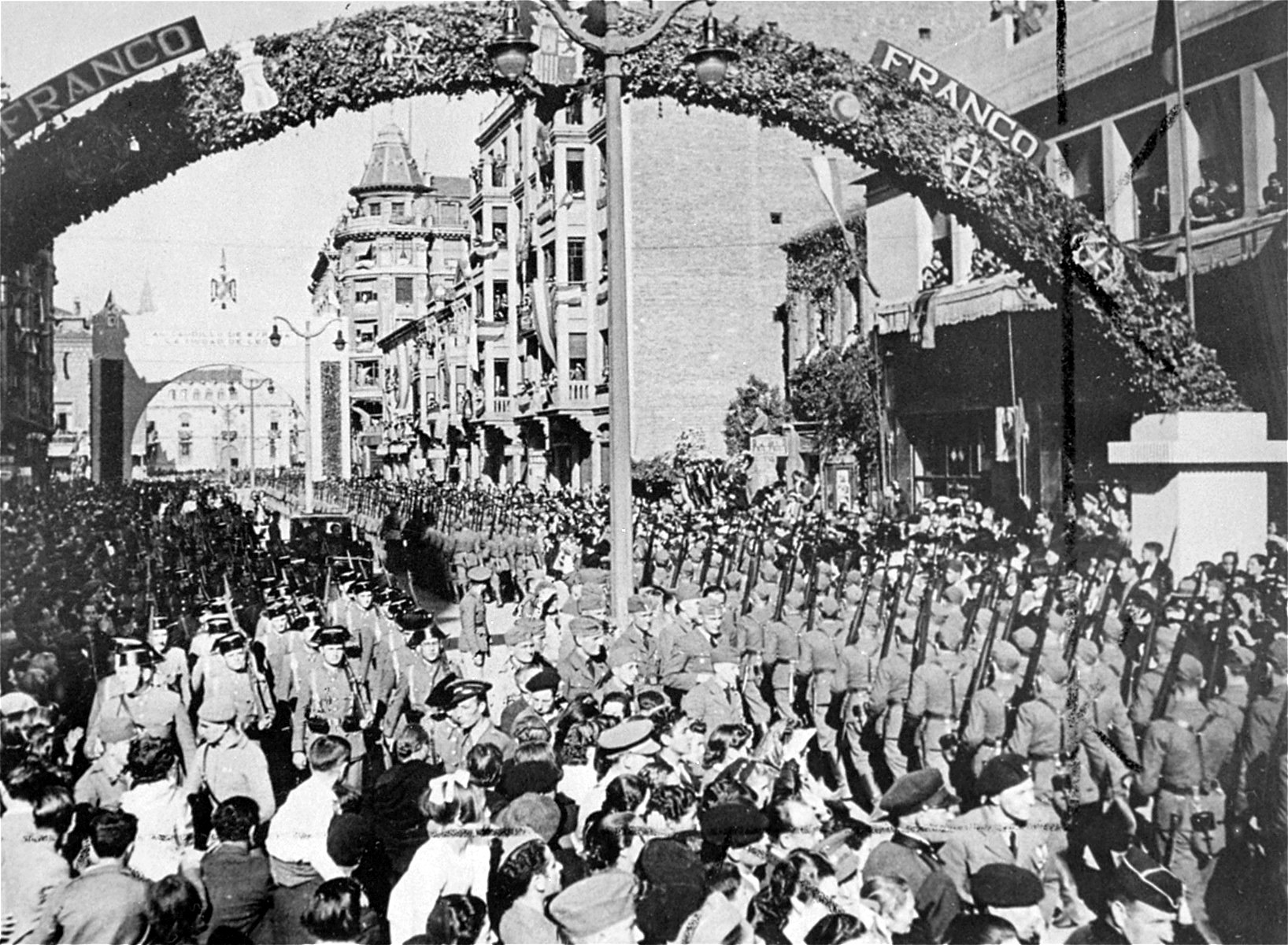
Desfile de vitória das tropas nacionais espanholas e da Legião Condor Alemã em homenagem ao General Francisco Franco nas ruas decoradas de Ciudad de Leon, Castela e Leão, em 22 de maio de 1939.

Hitler decidiu apoiar os nacionalistas em julho de 1936. A Luftwaffe foi usada para transportar o Exército da África para a Espanha. Uma empresa de transporte hispano-alemã hispano-marroquina (Sociedad Hispano-Marroquí de Transportes; HISMA) e uma empresa totalmente alemã, a "Empresa de compra de matérias-primas e mercadorias" (ROWAK) foram estabelecidas. Os transportes alemães transportaram cerca de 2.500 soldados do Marrocos espanhol para a Espanha.
A intervenção precoce ajudou a garantir o sucesso dos nacionalistas nos estágios iniciais da guerra. O treinamento que eles forneceram aos nacionalistas provou ser tão valioso, se não mais, do que ações diretas. De 29 de julho a 11 de outubro, os alemães transportaram 13.523 soldados marroquinos e 270.100 quilos de material de guerra do Marrocos para a Andaluzia; e foram as forças africanas de Franco, assim transportadas e abastecidas, que foram um fator decisivo na guerra. A Alemanha assinou o Acordo de Não Intervenção em 24 de agosto de 1936, mas o quebrou de forma consistente.
Após um ataque aéreo republicano ao navio de guerra alemão Deutschland, a Alemanha e a Itália disseram que se retirariam do Comitê de Não Intervenção e das patrulhas marítimas. O início de junho de 1937 viu o retorno da Alemanha e da Itália ao comitê e às patrulhas, mas eles se retiraram das patrulhas após um novo ataque. Os militares alemães na Espanha, que mais tarde foram reorganizados e renomeados como Legião Condor, afirmaram ter destruído um total de 372 aviões republicanos e 60 navios da Marinha republicana espanhola. Perderam 72 aeronaves devido a ações hostis e outras 160 devido a acidentes. A ajuda alemã aos nacionalistas totalizou aproximadamente £ 43.000.000 ($ 215.000.000) em preços de 1939.
Tripulações aéreas alemãs apoiaram o avanço nacionalista sobre Madri e o alívio do Cerco do Alcázar. As aeronaves da Legião Condor foram acompanhadas por duas unidades blindadas. No final de 1936, 7.000 alemães estavam na Espanha.  Os nacionalistas foram apoiados por unidades e equipamentos alemães durante a Batalha de Madrid e durante a Batalha de Jarama em fevereiro de 1937. A luta demonstrou a inadequação da aeronave da Legião em comparação com os caças soviéticos superiores. A Guerra no Norte foi apoiada por uma Legião Condor constantemente reequipada.
Na Operação Rügen, ondas de aviões bombardearam e metralharam alvos em Guernica deixando 1.685 pessoas mortas e mais de 900 feridas. A ofensiva em Bilbau foi apoiada por unidades terrestres e extensas operações aéreas. Provou o valor da Legião para a causa nacionalista. A Legião também participou da Batalha de Brunete e ambas as forças terrestres e aéreas estiveram envolvidas na Batalha de Teruel. Até 100 surtidas por dia foram lançadas durante a contra-ofensiva dos nacionalistas. A contínua ofensiva nacionalista em Aragão em abril-junho de 1937, incluindo a Batalha de Belchite, envolveu bombardeios e o uso das forças terrestres da Legião.
Em 24-25 de julho, as forças republicanas lançaram a Batalha do Ebro. Unidades de reconhecimento da Legião Condor alertaram as forças nacionalistas, mas isso foi ignorado. 422 surtidas da aeronave da Legião tiveram um efeito considerável. Um reforço da Legião permitiu um importante contra-ataque nacionalista. No mar, o Staffel de Reconhecimento Marítimo da Legião Condor agiu contra navios republicanos, portos, comunicações costeiras e, ocasionalmente, alvos terrestres. O Grupo Alemão do Mar do Norte em torno da Espanha, parte da Kriegsmarine, consistia nos encouraçados de bolso Deutschland e Admiral Scheer, o cruzador rápido Köln e quatro barcos torpedeiros. Além disso, a Operação Ursula viu um grupo de submarinos alemães ativos na Espanha, mas acabou sendo um fracasso.

## Motivação e voluntários
Nos anos que se seguiram à Guerra Civil Espanhola, Hitler deu vários motivos possíveis para o envolvimento alemão. Entre eles estava a distração que proporcionava da remilitarização alemã; a prevenção da propagação do comunismo na Europa Ocidental; a criação de um estado amigo da Alemanha para perturbar a Grã-Bretanha e a França; e as possibilidades de expansão econômica.  Embora a ofensiva em Madri tenha sido abandonada em março de 1937, uma série de ataques a áreas mais fracas controladas pelos republicanos foi apoiada pela Alemanha; apesar de prolongar a Guerra Civil, ajudaria a distrair as outras potências ocidentais das ambições de Hitler na Europa central. A ofensiva em Biscaia, um centro mineiro e industrial, ajudaria a alimentar a indústria alemã. Em 27 de junho de 1937, Hitler (em um discurso em Würzburg) declarou que apoiava Franco para obter o controle do minério espanhol.
As discussões sobre os objetivos alemães para a intervenção ocorreram em janeiro de 1937. A Alemanha estava empenhada em evitar provocar uma guerra em toda a Europa, o que na época eles achavam que comprometer mais recursos para a Espanha faria. Opiniões contraditórias foram mantidas pelas autoridades alemãs: Ernst von Weizsäcker sugeriu que era apenas uma questão de retirada elegante; Hermann Göring afirmou que a Alemanha nunca reconheceria uma "Espanha vermelha". Foi acordada uma decisão conjunta ítalo-alemã de que os últimos embarques seriam feitos até o início de fevereiro. A ajuda alemã evitaria, portanto, uma derrota nacionalista com um mínimo de compromisso. 
O envolvimento na Guerra Civil Espanhola aproximou Mussolini de Hitler, ajudando a obter o acordo de Mussolini para os planos de união de Hitler (Anschluss) com a Áustria.  O governo autoritário, católico e antinazista da Frente Patriótica da Áustria autônoma se opôs com sucesso à ascensão do fascismo,  e após o assassinato do chanceler autoritário da Áustria, Engelbert Dollfuss em 1934, já havia invocado com sucesso a assistência militar italiana em caso de um invasão alemã. A necessidade de Hitler de impedir uma invasão italiana foi resolvida com o Eixo Roma-Berlim, no meio da Guerra Civil Espanhola.
Cerca de 5.000 alemães e austríacos serviram nas Brigadas Internacionais, alguns dos quais eram refugiados políticos. Havia poucos voluntários para o lado nacionalista (de qualquer país), em comparação.

## Acordo de Não Intervenção

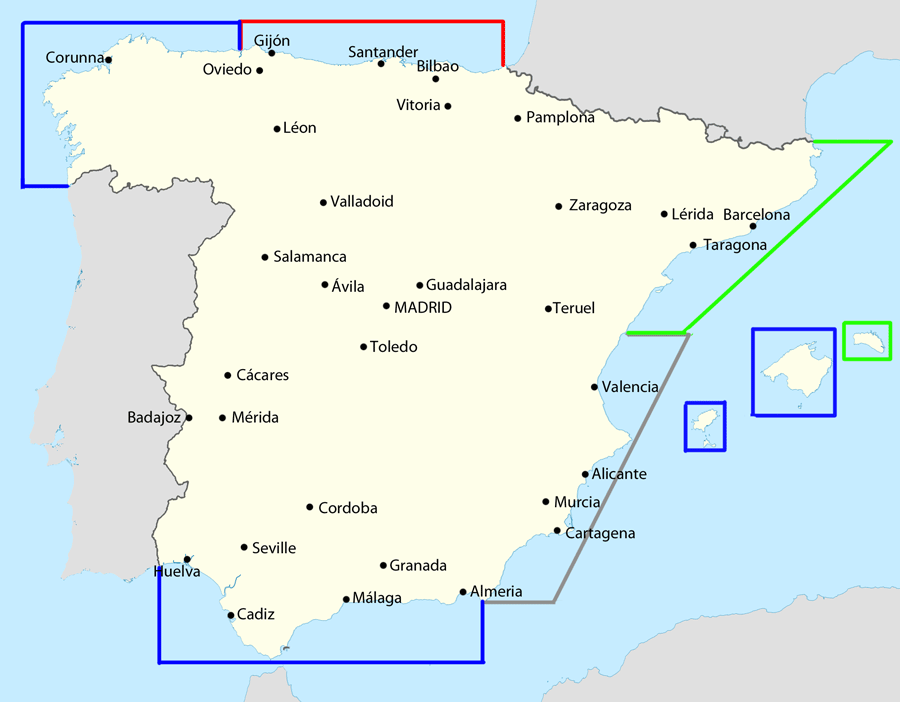
Zonas de controle, no estabelecimento. A Alemanha está em cinza.

A não intervenção, e com ela o Acordo de Não Intervenção, foi proposta em uma iniciativa diplomática conjunta dos governos da França e do Reino Unido, a fim de evitar que a guerra se transformasse em um grande conflito pan-europeu. Em 4 de agosto de 1936, a não intervenção foi colocada na Alemanha nazista pelos franceses. A posição alemã era que tal declaração não era necessária, mas as discussões poderiam ser realizadas para evitar a propagação da guerra para o resto da Europa, desde que a URSS estivesse presente. Foi mencionado naquela reunião que a Alemanha já estava abastecendo os Nacionalistas. 

Em 9 de agosto, os alemães informaram aos britânicos que "nenhum material de guerra havia sido enviado da Alemanha e nenhum será enviado", o que era flagrantemente falso. Uma aeronave alemã Ju 52 foi capturada quando caiu em território republicano. Sua liberação seria necessária antes que a Alemanha assinasse o Pacto de Não Intervenção.  Havia uma crença crescente de que os países não cumpririam o acordo de qualquer maneira.  O almirante Erich Raeder exortou o governo alemão a apoiar os nacionalistas de forma mais completa e levar a Europa à beira da guerra ou abandoná-los. No dia 24, a Alemanha assinou.   Foi neste momento que o Comitê de Não-Intervenção foi criado para defender o acordo, mas a duplicidade da URSS e da Alemanha já havia se tornado aparente.  A Alemanha quebrou consistentemente o acordo que havia assinado. 
O Comitê de Não Intervenção foi estabelecido para fazer cumprir o Acordo de Não Intervenção. A Alemanha foi representada por Joachim von Ribbentrop (com Otto Christian Archibald von Bismarck como deputado), mas deixou a corrida para o italiano Dino Grandi,  embora tenham achado difícil trabalhar com ele.  Ficou claro que o Acordo de Não Intervenção não estava impedindo a ajuda alemã aos nacionalistas.  Em 18 de novembro, o governo alemão reconheceu os nacionalistas como o verdadeiro governo da Espanha.  A Alemanha atendeu ao pedido de proibição de voluntários em 7 de janeiro. O próprio Hitler foi o autor da declaração alemã.  A inquietação alemã sobre a escala, limitações e resultados da intervenção na Espanha permaneceu.  Os diplomatas alemães falavam como se seus homens na Espanha fossem voluntários genuínos.  No entanto, Grã-Bretanha, França, Alemanha, Itália e Rússia continuaram a acreditar que uma guerra europeia não era do seu interesse. 

### Plano de controle
Observadores foram postados em portos e fronteiras espanholas, e tanto Ribbentrop quanto Grandi foram instruídos por seus governos a concordar com o plano, já tendo ocorrido embarques significativos.  O custo do esquema foi estimado em £ 898.000, dos quais a Alemanha pagaria 16%.  A delegação alemã parece ter esperado que o plano de controle fosse eficaz. 
Em maio, o Comitê notou um ataque ao encouraçado de bolso alemão Deutschland.  A Alemanha e a Itália disseram que se retirariam do Comitê e das patrulhas, a menos que houvesse garantia de que não haveria mais ataques.   O início de junho viu o retorno da Alemanha e da Itália ao comitê e às patrulhas.  Continuava sendo crime na Alemanha mencionar operações alemãs.  Após os ataques (atribuídos aos republicanos pela Alemanha, mas negados) ao cruzador alemão Leipzig em 15 e 18 de junho, a Alemanha e a Itália mais uma vez se retiraram das patrulhas, mas não do Comitê.   As discussões sobre patrulhas continuaram complicadas. A Grã-Bretanha e a França se ofereceram para substituir a Alemanha e a Itália nas patrulhas de suas seções, mas as últimas potências acreditavam que essas patrulhas seriam muito parciais. 

## Intervenção

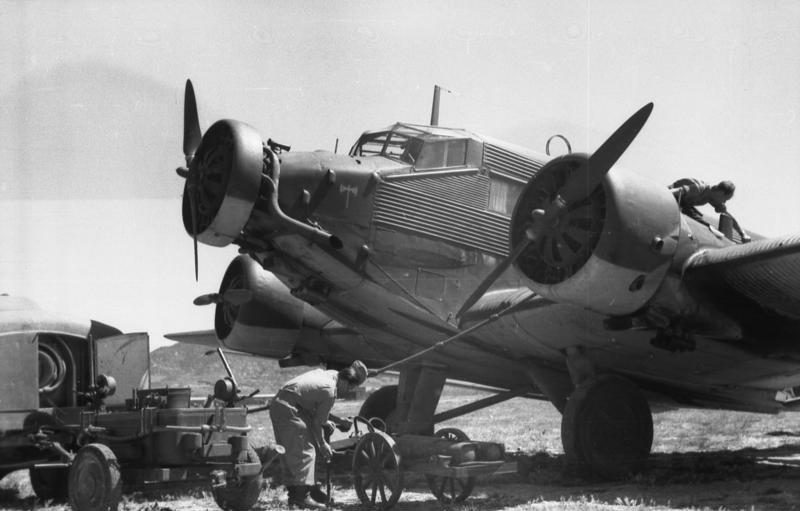
Um avião Ju 52 em Creta em 1943.

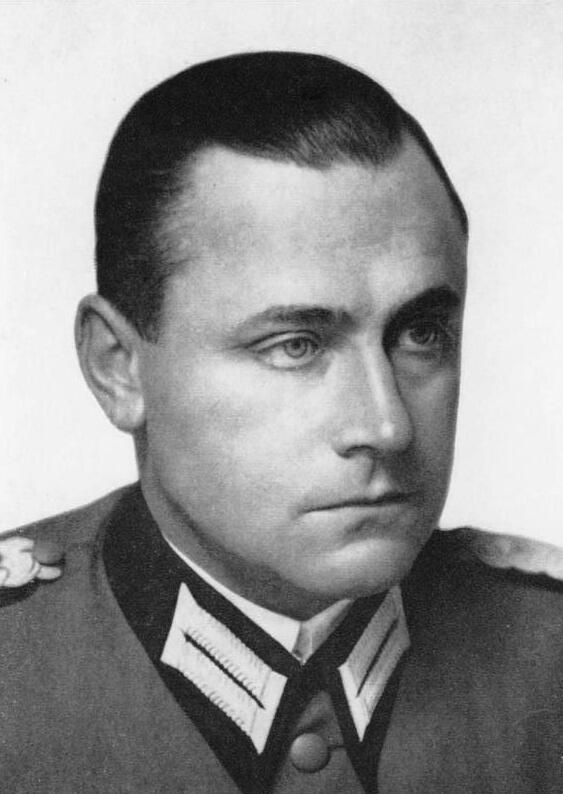
Walter Warlimont, líder de operação

Após o golpe militar na Espanha no início da Guerra Civil Espanhola, a Segunda República Espanhola pediu apoio à União Soviética e à França, e os nacionalistas solicitaram o apoio da Alemanha nazista e da Itália fascista.  A primeira tentativa de proteger a aviação alemã foi feita em 22 de julho de 1936, com um pedido de 10 aeronaves de transporte. Franco contatou Hitler diretamente.  Os ministros alemães ficaram divididos sobre apoiar ou não os nacionalistas e, como resultado, possivelmente se envolveram em uma guerra europeia.  Por fim, Hitler decidiu apoiar os nacionalistas em 25 ou 26 de julho, mas ainda temia provocar uma guerra em toda a Europa.  
O Ministério de Viagens Aéreas do Reich concluiu que as forças nacionalistas precisariam de pelo menos 20 Ju 52s, pilotados por pilotos da Deutsche Luft Hansa, para transportar o Exército da África do Marrocos espanhol para a Espanha.  Esta missão ficou conhecida como Operação Fogo Mágico (em alemão:  Feuerzauber).   A hispano-alemã Sociedad Hispano-Marroquí de Transportes (HISMA) "Spanish-Marroccan Transport Company" e uma empresa totalmente alemã, a Raw Materials and Good Purchasing Company (em alemão:  Rohstoffe-und-Waren-Einkaufsgesellschaft, ROWAK) foram estabelecidos.  Este envolvimento foi mantido em segredo, escondido dos ministérios dos Negócios Estrangeiros e da Economia, e financiado com três milhões de Reichsmark (equivalente a 14 milhões de euros).  
A organização e o recrutamento de voluntários alemães também foram mantidos em segredo; em 27 de julho, a convocação de pilotos foi feita nas principais cidades alemãs.  O primeiro contingente de 86 homens partiu no dia 1º de agosto à paisana, sem saber para onde estava indo. Eles foram acompanhados por seis caças biplanos, canhões antiaéreos e cerca de 100 toneladas de outros suprimentos.  Eles foram colocados no aeródromo de Tablada, perto de Sevilha, e acompanhados por transporte aéreo alemão, começaram o transporte aéreo das tropas de Franco para a Espanha. 
O envolvimento da Alemanha cresceu em setembro para abranger outros ramos da Wehrmacht; A Operação Magic Fire foi renomeada como Operação Guido em novembro.  Uma crença generalizada era de que os soldados treinariam os nacionalistas espanhóis e não enfrentariam os republicanos.  Em agosto, 155 toneladas de bombas foram transferidas da Alemanha para Portugal.  Outra ajuda militar foi fornecida.  O chefe da Kriegsmarine inicialmente se recusou a fornecer submarinos, mas isso mudou depois de 24 de outubro, após a assinatura do Eixo Roma-Berlim, quando ficou claro que a Itália de Mussolini faria o mesmo. A Kriegsmarine também forneceu vários navios de superfície e coordenou o movimento de suprimentos alemães para a Espanha.  Submarinos alemães foram despachados para águas espanholas sob o codinome Ursula. 
Nas duas semanas seguintes a 27 de julho, os transportes alemães transportaram quase 2.500 soldados do Exército da África para a Espanha;  1.500 entre 29 de julho e 5 de agosto.  Os aviões de transporte foram transferidos da Alemanha para a Espanha via San Remo, na Itália.  Aeronaves alemãs continuaram a fornecer cobertura para movimentos de navios no Estreito de Gibraltar.  Houve escassez de combustível, mas diminuiu à medida que mais combustível chegava da Alemanha. 
Em 11 de outubro, o fim oficial da missão, 13.500 soldados, 127 metralhadoras e 36 canhões de campanha foram transportados do Marrocos para a Espanha.  Nesse período houve um movimento de missões de treinamento e abastecimento de combate aberto. O líder da operação, Alexander von Scheele, foi substituído por Walter Warlimont, e foi transferido para o quartel-general de Franco para coordenar os esforços militares e diplomáticos.  Em setembro, 86 toneladas de bombas, 40 tanques Panzerkampfwagen I e 122 militares foram desembarcados na Espanha; eles foram acompanhados por 108 aeronaves no período de julho a outubro, divididos entre aeronaves para a própria facção nacionalista e aviões para voluntários alemães na Espanha. 
As tripulações aéreas alemãs apoiaram o avanço nacionalista em Madrid,  e o alívio bem-sucedido do Cerco do Alcázar.  No final das contas, esta fase do Cerco de Madri não teve sucesso.  O apoio aéreo soviético aos republicanos estava crescendo, principalmente por meio do fornecimento de aeronaves Polikarpov.  Warlimont apelou para a Alemanha nazista para intensificar o apoio. Algumas figuras nazistas, incluindo Göring, se opuseram, mas após o reconhecimento alemão do governo de Franco em 30 de setembro, os esforços alemães na Espanha foram reorganizados e expandidos. 
A estrutura de comando existente foi substituída pelo Winterübung Rügen, e as unidades militares já na Espanha foram formadas em uma nova legião, que foi brevemente chamada de Rações de Ferro (em alemão:  Eiserne Rationen) e a Legião de Ferro (em alemão:  Eiserne Legion) antes de Göring rebatizá-lo de Legião Condor (em alemão:  Legion Condor).  O primeiro encarregado alemão do governo de Franco, general Wilhelm von Faupel,  chegou em novembro, mas foi instruído a não interferir em assuntos militares.  Em meados de novembro, 20 carregamentos alemães chegaram à Espanha, carregando suprimentos como munição, combustível de aviação, fuzis, granadas, equipamentos de rádio e veículos civis e militares. 
Göring (que controlava Rheinmetall-Borsig) forneceu armas aos republicanos; enviadas para a Grécia supostamente para seu uso, as armas foram transferidas por Bodosakis para navios supostamente navegando para o México. Ele também fornecia aos nacionalistas, que obtinham as melhores e mais recentes armas, enquanto os republicanos obtinham as mais antigas e menos aproveitáveis. Esse suprimento atingiu o pico em 1937–38. Os nacionalistas identificaram 18 navios para portos republicanos de 3 de janeiro de 1937 a 11 de maio de 1938, e estimaram que Goering recebeu o equivalente a uma libra esterlina por rifle. Uma remessa anterior de Hamburgo para Alicante em 1º de outubro de 1936 pelo navio galês Bramhill continha 19.000 rifles, 101 metralhadoras e mais de 20 milhões de cartuchos para a milícia CNT em Barcelona.  A Alemanha nazista também ajudou na guerra de propaganda com um presente de um transmissor Telefunken para o recém-criado serviço nacional de rádio.

## Legião Condor
A Legião Condor, ao ser estabelecida, consistia no Kampfgruppe 88, com três esquadrões de bombardeiros Ju 52 e no Jagdgruppe 88 com três esquadrões de caças Heinkel He 51, o reconhecimento Aufklärungsgruppe 88 (complementado pelo Aufklärungsgruppe See 88), um grupo antiaéreo, o Flakabteilung 88, e um grupo de sinais, o Nachrichtenabteilung 88.  O comando geral foi dado a Hugo Sperrle, com Alexander Holle como chefe de gabinete. Scheele foi transferido para se tornar um adido militar em Salamanca.  Duas unidades blindadas sob o comando de Wilhelm Ritter von Thoma, com 106 Panzerkampfwagen I, também estavam operacionais. 
Os nacionalistas foram apoiados por unidades e equipamentos alemães e italianos durante a Batalha de Madri.  No entanto, a situação militar em Madri permaneceu ruim para os nacionalistas, e aviões alemães e italianos (sob a direção de Franco) começaram a bombardear a cidade como um todo.  Os alemães estavam ansiosos para observar os efeitos dos bombardeios civis e do incêndio deliberado da cidade.  As ofensivas envolvendo aeronaves alemãs, bem como os bombardeios, não tiveram sucesso. O aumento da superioridade aérea republicana tornou-se aparente, particularmente a força das aeronaves soviéticas Polikarpov I-15 e I-16.  O historiador Hugh Thomas descreveu seus armamentos como "primitivos". 
Faupel, em novembro-dezembro, pediu a criação de uma única unidade alemã de 15.000-30.000, acreditando que seria o suficiente para virar a maré da guerra para os nacionalistas. Hans-Heinrich Dieckhoff argumentou que isso seria insuficiente e que medidas maiores poderiam provocar a ira dos espanhóis.  Entre o final de 1936 e o início de 1937, novas aeronaves foram enviadas para a Legião Condor.  Aeronaves mais antigas foram passadas para os nacionalistas.  No final de 1936, 7.000 alemães estavam na Espanha.   Os britânicos estimaram que entre janeiro de 1937 e agosto de 1938, 320.000 rifles e 550.000 revólveres foram transferidos para os nacionalistas da Alemanha. 
As forças alemãs também atuaram na Batalha de Jarama, que começou com uma ofensiva nacionalista em 6 de fevereiro de 1937. Incluía forças terrestres fornecidas pelos alemães, incluindo duas baterias de metralhadoras, uma divisão de tanques e os canhões antiaéreos da Legião Condor.  O bombardeio de aeronaves republicanas e nacionalistas ajudou a garantir um impasse.  Mostrou a inadequação da aeronave da Legião, diante de caças superiores de fabricação soviética.   Os esforços da Legião mitigaram apenas parcialmente o que foi uma derrota significativa para os nacionalistas na Batalha de Guadalajara em março. 
Um general ítalo-alemão conjunto foi criado em janeiro de 1937 para aconselhar Franco sobre o planejamento da guerra. A derrota de uma força significativa italiana e a crescente superioridade soviética em tanques e aeronaves levaram os alemães a apoiar um plano para abandonar a ofensiva em Madri e, em vez disso, concentrar uma série de ataques em áreas mais fracas controladas pelos republicanos.  Embora muitos países acreditassem que as tropas motorizadas se mostraram menos eficazes do que se pensava inicialmente, foi a inadequação dos italianos como força de combate que dominou o pensamento alemão. 

### A Campanha Biscaia
A área isolada de Biscaia, uma parte predominantemente basca do norte da Espanha, foi o alvo mais imediato, no que foi chamado de Guerra do Norte.  Foi em grande parte uma ofensiva nacionalista e italiana, mas foi apoiada por um reequipamento consistente da Legião Condor.  Sperrle permaneceu em Salamanca; Wolfram von Richthofen substituiu Holle em janeiro como vice e no comando real.  A força aérea da Legião inicialmente atacou as cidades de Ochandiano e Durango. 
Durango não tinha defesa antiaérea e apenas outras defesas menores. Segundo os bascos, 250 civis morreram em 31 de março, incluindo o padre, as freiras e a congregação de uma cerimônia na igreja.   Os alemães, com seus ataques aéreos, eram odiados.  As forças terrestres bascas estavam em plena retirada em direção a Bilbao, através da cidade de Guernica, que foi atacada em 26 de abril em um dos eventos mais polêmicos da Guerra Civil Espanhola.  Na Operação Rügen, ondas de aviões bombardearam e metralharam alvos na cidade. O número de baixas é motivo de controvérsia, com entre 200 e 300 pessoas mortas;  o número relatado de mortos pelos bascos foi de 1.654 mortos e 889 feridos.  
Várias explicações foram apresentadas pelos nacionalistas, incluindo culpar os republicanos pelo ataque,  de que o ataque à cidade foi uma ofensiva prolongada. No entanto, a própria natureza da operação faz com que isso pareça improvável.   A ofensiva em Bilbau, quando finalmente ocorreu em 11 de julho, foi apoiada por unidades terrestres da Legião Condor e extensas operações aéreas. Provou o valor da Legião Condor para a causa nacionalista. 

### Outras campanhas

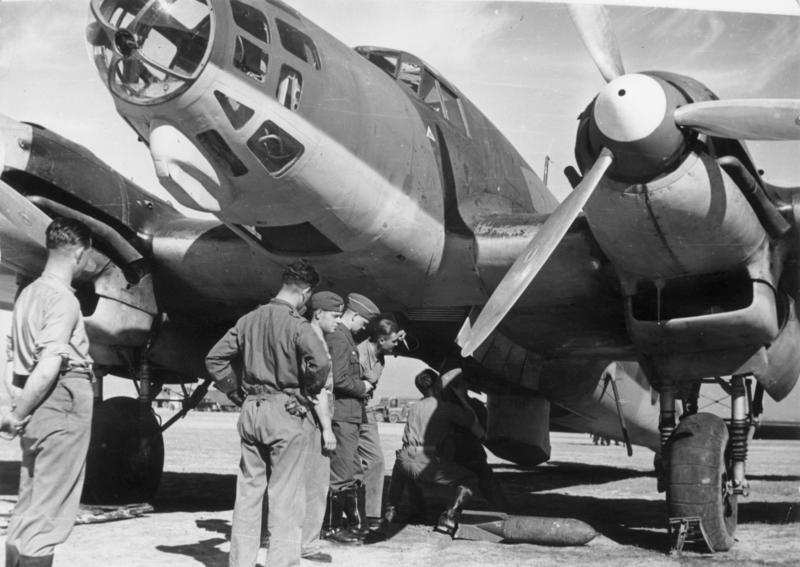
Um bombardeiro médio alemão Heinkel He 111 E da Legião Condor.

A Legião Condor também participou da Batalha de Brunete.  A Legião foi enviada do norte para reforçar a linha quebrada.  Houve repetidos ataques a veículos blindados do Exército Republicano Espanhol e, posteriormente, a posições defensivas de bombardeiros e caças baseados em Salamanca.  As aeronaves da Força Aérea Republicana Espanhola eram ineficazes, apesar dos temores nacionalistas, em comparação com as aeronaves alemãs.  A Legião perdeu oito aeronaves, mas conquistou 18 vitórias. As táticas alemãs também foram aprimoradas com a experiência de Brunete, principalmente o uso em massa de tanques pelos nacionalistas. 
Os nacionalistas voltaram a se concentrar na captura do norte da Espanha. Aeronaves de teste alemãs, com os modelos mais recentes, enfrentaram uma desatualizada seção basca ( Escuadrilla vasca ) da Força Aérea Republicana Espanhola.  O bombardeio aéreo pesado de 200 aeronaves nacionalistas, alemãs e italianas foi usado bem atrás das linhas bascas em agosto de 1937, levando à queda de Santander após a Batalha de Santander em 1º de setembro.  A batalha formal nas Astúrias terminou com a queda de Gijón em 21 de outubro.  A Alemanha começou imediatamente a enviar os produtos da indústria da região de volta para a Alemanha.  Sperrle argumentou repetidamente com Faupel e contra o monopólio da HISMA. Faupel foi substituído por Eberhard von Stohrer por Franco, através de Sperrle.  Sperrle também voltou para a Alemanha e foi substituído por Helmuth Volkmann;  após desentendimentos com Volkmann, Von Richthofen seria substituído por Hermann Plocher no início de 1938. 
A Legião Condor iniciou uma semana de ataques contra aeródromos republicanos, interrompidos pelo avanço republicano em Teruel e a Batalha de Teruel que se seguiu.  As forças terrestres e aéreas da Legião foram usadas. O mau tempo resultou em poucos voos e a cidade caiu nas mãos das forças republicanas em 6 de janeiro.  Até 100 surtidas por dia foram lançadas durante a contra-ofensiva do Nacionalista pelo vale do Alfambra. Teruel foi retomada em 22 de fevereiro.  A contínua ofensiva nacionalista em Aragão em abril-junho de 1937, incluindo a Batalha de Belchite, envolveu bombardeios e o uso das forças terrestres da Legião. 
A Legião mudou para se concentrar no norte, em direção ao rio Segre, antes de se mover para o sul novamente após os sucessos nacionalistas.  As palavras de Hitler para seus colegas desmentiram uma mudança de atitude sobre a guerra na Alemanha - que uma vitória rápida na guerra não era desejável, uma mera continuação da guerra seria preferível.  A política alemã seria evitar uma derrota republicana.  No entanto, as baixas estavam começando a aumentar para a Legião e, combinadas com o ressurgimento da atividade aérea republicana, o avanço nacionalista estagnou. Argumentos sobre o projeto de lei para os alemães – agora subindo para 10 milhões de Reichsmark por mês (equivalente a 45 milhões de euros) – continuou, sem solução.  O material da Legião havia se esgotado. 
Em 24 e 25 de julho, as forças republicanas lançaram a última grande ofensiva da guerra, a Batalha do Ebro. Unidades de reconhecimento da Legião Condor notaram um acúmulo de tropas e alertaram as forças nacionalistas. O aviso foi ignorado.  Embora a República tenha ganhado terreno, as forças republicanas não conseguiram obter o controle de Gandesa, com 422 surtidas da Legião tendo um efeito considerável.  No entanto, as tensões na Tchecoslováquia e a escassez de pilotos na Alemanha levaram ao retorno de 250 pilotos da Legião. Embora os espanhóis treinados compensassem parte do déficit, Volkmann reclamou ao comando central em Berlim, o que levou à sua revogação em setembro. 
Durante a batalha, que durou 113 dias de combate, apenas 10 aeronaves foram perdidas (algumas por acidente); a Legião reivindicou cerca de 100 aeronaves republicanas. Apenas cinco tripulantes foram mortos e seis capturados.  A ajuda da Alemanha foi temporariamente interrompida em meados de setembro.  A Alemanha e a Espanha nacionalista resolveram a questão dos interesses alemães nas minas espanholas. 
A Legião fez uma pequena pausa no serviço ativo para receber novas aeronaves, incluindo Bf 109Es, He 111Es e Js e Hs 126As, elevando sua força para 96 aeronaves, cerca de um quinto da força do Nacionalista como um todo. Von Richthofen voltou para a Espanha no comando geral, com Hans Seidemann como chefe de gabinete.  Este reforço pode ter sido a intervenção mais importante de um lado estrangeiro na guerra, permitindo um contra-ataque após a Batalha do Ebro.  Participou principalmente de operações contra a restante força aérea republicana durante janeiro-fevereiro de 1939, com considerável sucesso.  Foi rapidamente dissolvido.  Os homens voltaram em 26 de maio; as melhores aeronaves foram devolvidas à Alemanha e o restante do equipamento comprado pelo novo regime espanhol. 
A Legião Condor afirmou ter destruído 320 aeronaves republicanas por meio de combate aéreo e abateu outras 52 usando armas antiaéreas.  Eles também afirmaram ter destruído 60 navios. Eles perderam 72 aeronaves devido a ações hostis e outras 160 devido a acidentes. 

## Operações marítimas

### Legião Condor
O Maritime Reconnaissance Staffel 88 (em alemão:  Aufklärungsstaffel See 88) foi a unidade marítima da Legião Condor sob o comando de Karl Heinz Wolff. Operando independentemente da divisão baseada em terra, atuou contra navios republicanos, portos, comunicações costeiras e, ocasionalmente, alvos internos, como pontes.  Utilizava hidroaviões, começando com o Heinkel He 60, que começou a operar em outubro de 1936.  A partir de junho, as operações foram expandidas para permitir ataques a todos os portos republicanos, desde que nenhum navio britânico estivesse presente. Dez navios foram atacados na segunda metade de 1937; no entanto, os torpedos noruegueses usados se mostraram ineficazes e, em vez disso, metralharam ou bombardearam alvos. 
A chegada de Martin Harlinghausen ampliou as operações, visando Alicante, Almeria, Barcelona e Cartagena. Com o declínio da atividade naval, os alvos terrestres tornaram-se mais numerosos e as missões noturnas começaram.  As atividades de apoio às forças terrestres tornaram-se o foco principal da unidade até o fim das hostilidades. No total, onze homens morreram em ação e outros cinco morreram devido a acidentes ou doenças. 

### Kriegsmarine
Abertamente, a Kriegsmarine fazia parte da força que fazia cumprir o acordo de não intervenção assinado em 28 de setembro de 1936, que proibia seus países signatários  de interferir na Guerra Civil. No entanto, os encouraçados de bolso alemães Deutschland e Admiral Scheer ficaram de guarda no Estreito de Gibraltar para evitar a interferência de navios republicanos enquanto Franco transportava suas tropas para o continente espanhol.  Em meados de outubro, o grupo alemão do Mar do Norte em torno da Espanha consistia nos encouraçados de bolso Deutschland e Admiral Scheer, o Cruzador rápido Köln e quatro torpedeiros . Eles rapidamente descobriram evidências de que a União Soviética estava abastecendo os republicanos.  Eles também ajudaram a aeronave com destino à Legião Condor a cruzar o Mediterrâneo e auxiliaram na Batalha de Málaga. 
Em 29 de maio, Deutschland foi atacado por dois aviões republicanos.  Foi alegado que seus pilotos soviéticos o confundiram com o navio nacionalista Canarias,  ou então foram alvejados por ele.  32 marinheiros foram mortos, a maior perda de vidas da Kriegsmarine na guerra.  Depois de um ataque de retaliação a Almeria (Valência havia sido o alvo original, mas os campos minados representavam um problema muito grande), a Alemanha quase se retirou do acordo, mas os esforços diplomáticos britânicos para manter o patrulhamento alemão prevaleceram.  
Depois que os alemães alegaram que Leipzig havia sido atacado por um submarino não identificado ao largo de Orã, retirou-se formalmente das patrulhas internacionais para fazer cumprir o acordo.  O ministro da Defesa republicano, Indalecio Prieto, considerou uma declaração de guerra à Alemanha, mas o medo soviético de uma guerra mundial impediu isso. 

### Operação Úrsula
A Operação Ursula (em homenagem à filha de Karl Dönitz) viu um grupo de submarinos alemães ativos nas águas perto da Espanha contra a Marinha Republicana Espanhola, sob o comando geral de Hermann Boehm (Konteradmiral desde 1934 e Vizeadmiral desde 1º de abril de 1937) Em Berlim.  Começou em 20 de novembro de 1936, com a movimentação do U-33 e U-34 de Wilhelmshaven. Quaisquer marcas de identificação foram obscurecidas e toda a missão foi mantida em segredo. 
Eles entraram no Mediterrâneo na noite de 27 para 28 de novembro, substituindo as patrulhas de submarinos italianos. Se danificados, eles deveriam navegar para La Maddelena e entrar sob uma bandeira italiana.  O U-33 operava em Alicante e o U-34 em Cartagena. Dificuldades em identificar alvos legítimos e preocupações com a descoberta limitaram suas operações.  Os torpedos que eles usavam também costumavam funcionar mal. Durante seu retorno a Wilhelmshaven em dezembro, o submarino republicano espanhol C-3 foi afundado por um torpedo do U-34 . O governo republicano presumiu que o C-3 havia sido afundado por um submarino, mas a investigação oficial da marinha concluiu posteriormente que sua perda foi devido a uma explosão interna. Seu retorno marcou o fim oficial da Operação Ursula.  No entanto, parece que outros submarinos foram enviados em meados de 1937, mas os detalhes da operação não são conhecidos; acredita-se que seis (U-25, U-26, U-27, U-28, U-31 e U-35) estiveram envolvidos. Cinco comandantes de submarinos receberam a Cruz Espanhola de Bronze sem Espadas em 1939. 

## Resultado
A intervenção precoce ajudou a garantir que a facção nacionalista sobrevivesse aos estágios iniciais da guerra; O envolvimento alemão então se expandiu constantemente. O treinamento que eles forneceram à força nacionalista provou ser tão valioso, se não mais, do que as ações diretas.  Aproximadamente 56.000 soldados nacionalistas foram treinados por vários destacamentos alemães na Espanha, que eram tecnicamente proficientes; estes cobriam infantaria, tanques e unidades antitanque, forças aéreas e antiaéreas e aquelas treinadas em guerra naval. 
A Legião Condor liderou muitas vitórias nacionalistas, particularmente fornecendo domínio aéreo de 1937 em diante; 300 vitórias ar-ar foram conquistadas, embora isso tenha sido diminuído por cerca de 900 reivindicadas pelas forças italianas.  A Espanha forneceu um campo de testes para as táticas de tanques alemãs, bem como para as táticas de aeronaves, sendo esta última apenas moderadamente bem-sucedida. A superioridade aérea que permitiu que certas partes da Legião se sobressaíssem seria replicada no primeiro ano da Segunda Guerra Mundial, até finalmente não prevalecer na Batalha da Grã-Bretanha. 
Um total de aproximadamente 16.000 cidadãos alemães lutaram na Guerra Civil, principalmente como pilotos, equipe de terra, homens de artilharia, tripulação de tanques e como conselheiros militares e instrutores. Cerca de 10.000 alemães eram a força máxima a qualquer momento. Aproximadamente 300 alemães foram mortos.  Durante a guerra, a Alemanha enviou 732 aeronaves de combate e 110 aeronaves de treinamento para a Espanha.  A ajuda alemã aos nacionalistas totalizou aproximadamente £ 43.000.000 ($ 215.000.000) a preços de 1939 (equivalente a £ 3 bilhões).   Isso foi dividido em despesas para 15,5% usado para salários e despesas, 21,9% usado para entrega direta de suprimentos para a Espanha, e 62,6% gasto na Legião Condor. Nenhuma lista detalhada de suprimentos alemães fornecidos à Espanha foi encontrada.  Franco também concordou em ceder a produção de seis minas para ajudar a pagar a ajuda alemã.   

### Papéis políticos
Alguns nazistas ficaram desapontados com a resistência de Franco em instalar mais fascismo. O historiador James S. Corum afirma:
Como um ardente nazista, [o embaixador Wilhelm] Faupel não gostava do catolicismo, assim como das classes altas espanholas, e encorajou os membros extremistas da classe trabalhadora da Falange a construir um partido fascista. Faupel dedicou longas audiências com Franco para convencê-lo da necessidade de remodelar a Falange à imagem do Partido Nazista. A interferência de Faupel na política interna espanhola contrariava a política de Franco de construir uma coalizão nacionalista de empresários, monarquistas e católicos conservadores, bem como falangistas.
O historiador Robert H. Whealey fornece mais detalhes:
Enquanto a cruzada de Franco era uma contra-revolução, o arrogante Faupel associava a Falange às doutrinas "revolucionárias" do nacional-socialismo. Ele procurou fornecer aos pobres da Espanha uma alternativa ao "marxista-leninismo internacionalista judaico".
De 1937 a 1948, o regime de Franco foi um híbrido, pois Franco fundiu o nacional-sindicalista ideologicamente incompatível Falange ("Falange", um partido político espanhol fascista fundado por José Antonio Primo de Rivera) e os partidos monarquistas carlistas em um partido sob seu governo, apelidado de Falange Española Tradicionalista y de las Juntas de Ofensiva Nacional-Sindicalista (FET y de las JONS), que se tornou o único partido legal em 1939. Ao contrário de alguns outros movimentos fascistas, os falangistas desenvolveram um programa oficial em 1934, os "Vinte e Sete Pontos". 
Em 1937, Franco assumiu como doutrina provisória de seu regime 26 dos 27 pontos originais.  Franco tornou-se jefe nacional (Chefe Nacional) da nova FET (Falange Española Tradicionalista ; Falange Espanhola Tradicionalista) com um secretário, Junta Política e Conselho Nacional a serem nomeados posteriormente por ele mesmo. Cinco dias depois (24 de abril), a saudação de braço erguido da Falange tornou-se a saudação oficial do regime nacionalista.  Em 1939, predominava fortemente o estilo personalista, com invocações ritualísticas de "Franco, Franco, Franco".  O hino dos falangistas, Cara al Sol, tornou-se o hino seminacional do regime ainda não estabelecido de Franco.